# Bad Liebenwerda
Bad Liebenwerda je lázeňské město v Německu na jihozápadě Braniborska v zemském okrese Labe-Halštrov, 60 km severozápadě od Drážďan. Ve městě se nacházejí lázně, kde se léčí revma a ortopedické potíže. Také se zde nachází termální lázně („Lausitztherme Wonnemar“), kde je široké vyžití pro celou rodinu (aquacentrum, sauna, termální komplex, fitness centrum, masáž).

## Historie
První písemná zmínka o obci pochází z roku 1231, tehdy ještě pod jménem Livenwerde. V roce 1304 je psáno v historických dokumentech o městu Liebenwerda. Martin Luther navštívil Liebenwerdu v roce 1519 a 1544. Liebenwerda patřila do roku 1806 ke Kurfiřtství saskému. Od roku 1806 do 1815 k Saskému království. Díky Vídeňskému kongresu byla Liebenwerda dána do Pruské provincie Sasko.

## Geografie
Městem Bad Liebenwerda protéká řeka Černý Halštrov. Do města se dostaneme po silnici I. třídy č. B 101 a B 183. Sousední města:
- Elsterwerda
- Mühlberg
- Uebigau-Wahrenbrück
- Obec Röderland
- Obec Elsterland

### Části města
Burxdorf, Dobra, Koselenzien, Kröbeln, Langenrieth, Maasdorf, Möglenz, Neuburxdorf, Oschätzchen, Prieschka, Thalberg, Theisa, Zeischa a Zobersdorf

## Památky
Město je postaveno převážně v historickém slohu.
- Pozdně gotický kostel "St. Nicolai" s novogotickou věží
- Věž "Lubwartturm"
- Lázeňský park

## Firmy
- Bauer Fruchtsaft GmbH
- Forstbaumschulen „Fürst Pückler“ Zeischa GmbH
- Mineralquellen Bad Liebenwerda GmbH
- Mitteldeutscher Orgelbau Voigt GmbH
- Reiss Büromöbel GmbH
- Fontana - Klinik
- Lausitztherme „Wonnemar“
- EPIKUR-Zentrum

## Galerie

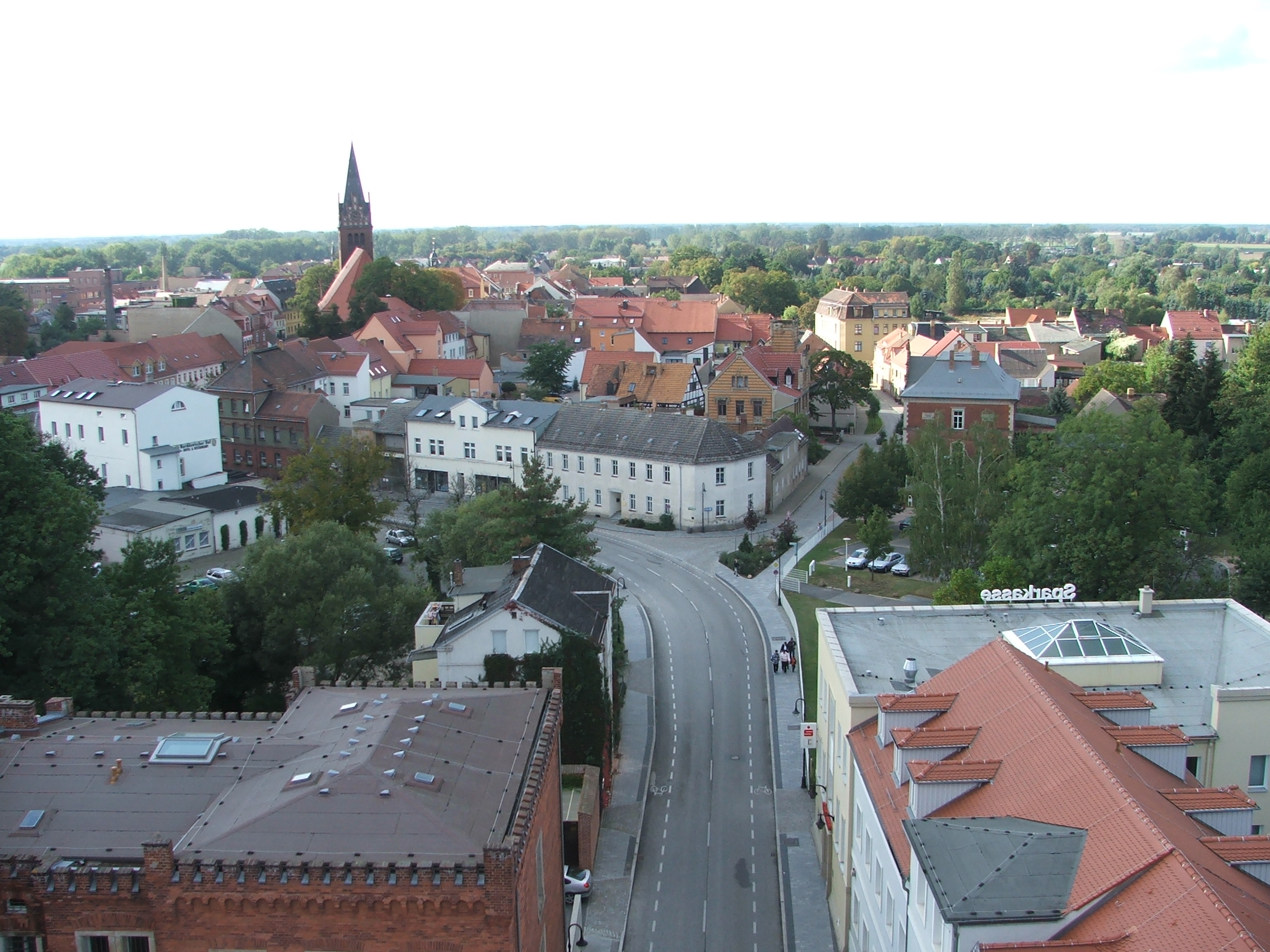
Bad Liebenwerda, pohled z Lubwartturm
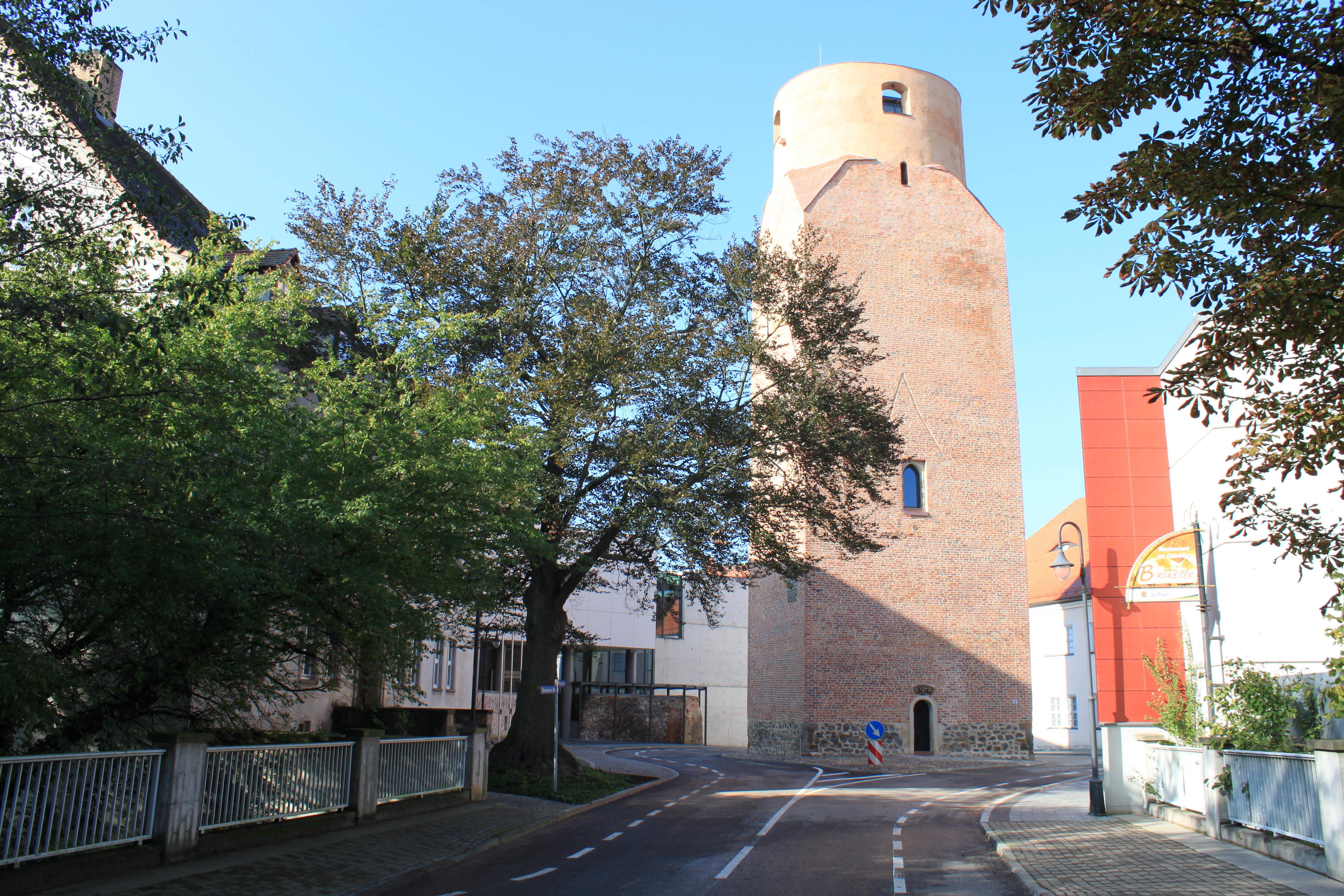
Věž "Lubwartturm"
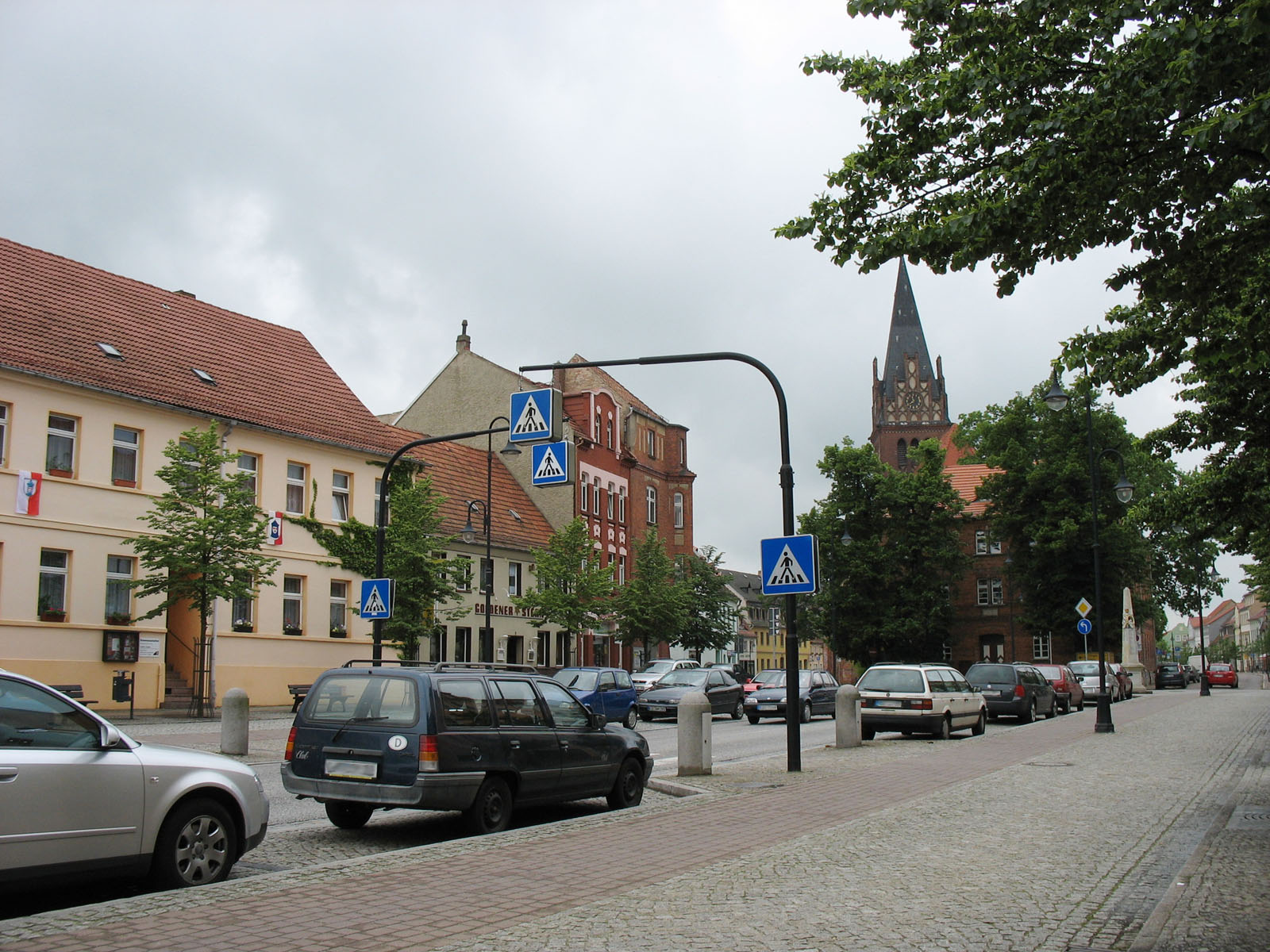
"Rossmarkt"

## Partnerská města
- Nowe Miastecko v Polsku
- Lübbecke v SRN